# تاریخ سرگذشت مسعودی

تصویر صفحهٔ اول چاپ سنگی

تاریخ سرگذشت مسعودی کتابی به قلم مسعود میرزا ظل‌السلطان است. این کتاب درمجموع دارای شش باب و دو ضمیمه یا مؤخره است و به تقریر مسعود میرزا و به اصرار پسرش، اسمعیل میرزا معتمدالدوله (و احتمالاً بهرام‌میرزا سردار مسعود)، به رشتهٔ تحریر درآمده‌است. این کتاب به نثری ساده و تاحدودی عامیانه نوشته شده‌است.
منابعی که نویسنده براساس آنها کتاب را نوشته‌است به سه دستهٔ اصلی تقسیم می‌شود: بخشی از مطالب کتاب برگرفته از خاطرات شکارهای روزانهٔ اوست که طبیعتاً از دیدگاه تاریخی بسیار باارزش بوده و سند محکمی از وضعیت حیات وحش در دورهٔ تاریخی نگارش کتاب است. محققان محیط زیست و علاقه‌مندان شکار می‌توانند با اتکا به این کتاب، تصویری از محیط زیست و حیات وحش آن زمان به دست آورند؛ تصویری که شاید در کمتر سندی قابل دستیابی باشد.
شایان ذکر است این کتاب همچنین نشان‌دهندهٔ نوع رفتار سلاطین آن دوره با محیط زیست و حیات وحش نیز هست. پاره‌ای دیگر از مطالب کتاب نیز برگرفته از تاریخ‌های عمومی و متون ادب فارسی و در موارد نادری نیز نقل از کتب اروپایی است. اما بخش مهم کتاب، خاطرات و یادداشت‌های شخصی نویسنده است که غالباً بکر و دارای مطالب جدیدی می‌باشد.